# Linaria arvensis
Espèce
Linaria arvensis, la Linaire des champs, est une espèce de plantes herbacées de la famille des Scrophulariaceae ou des Plantaginaceae selon la classification phylogénétique.

## Synonymes
- Antirrhinum arvense L.[2]
- Antirrhinum arvensis L.[2]
- Linaria carnosa Moench